# 南サルデーニャ鉄道ADe300形気動車

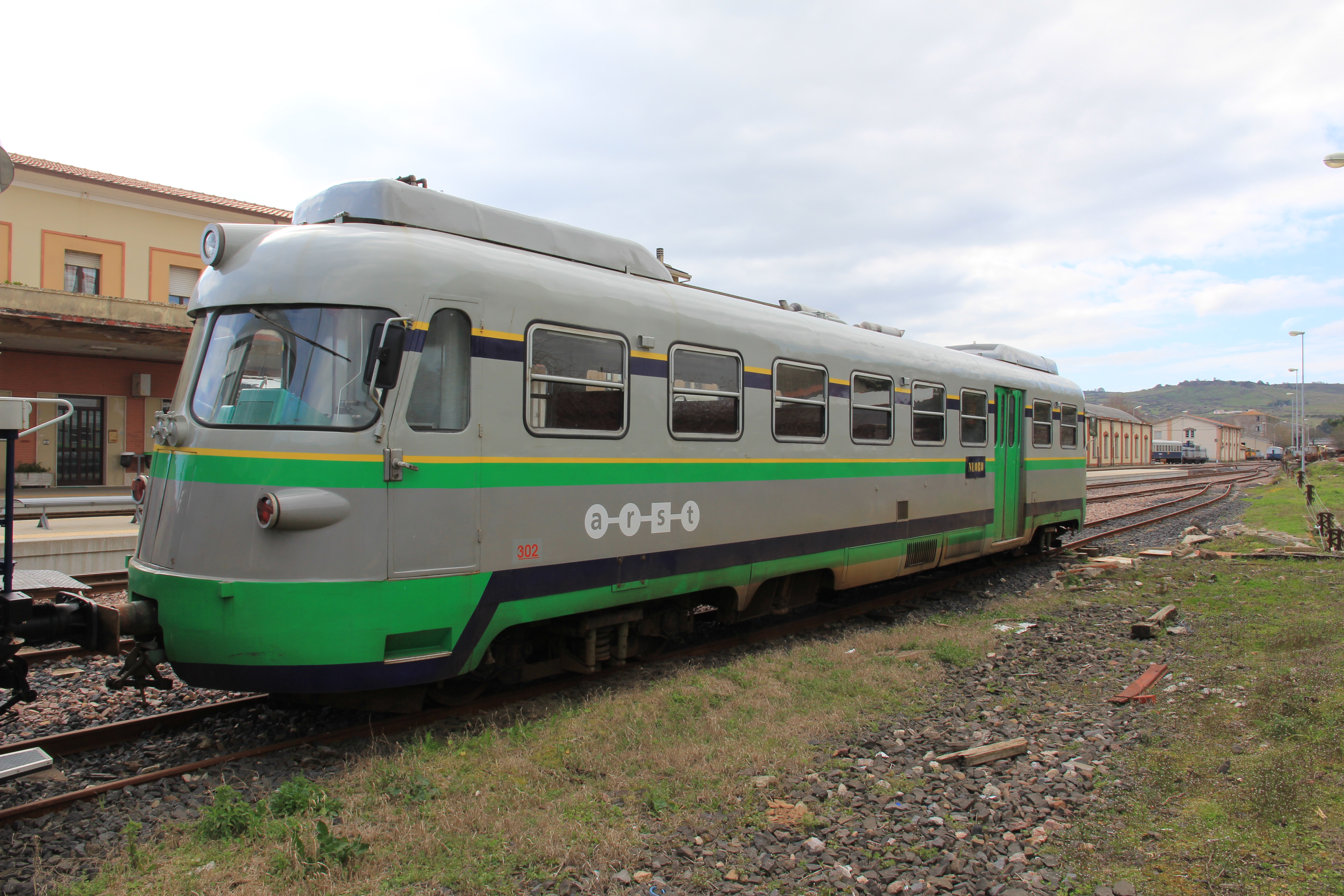
南サルディーニャ鉄道廃止後にサルデーニャ鉄道の所属となったADe302号機、マコメール駅、2015年

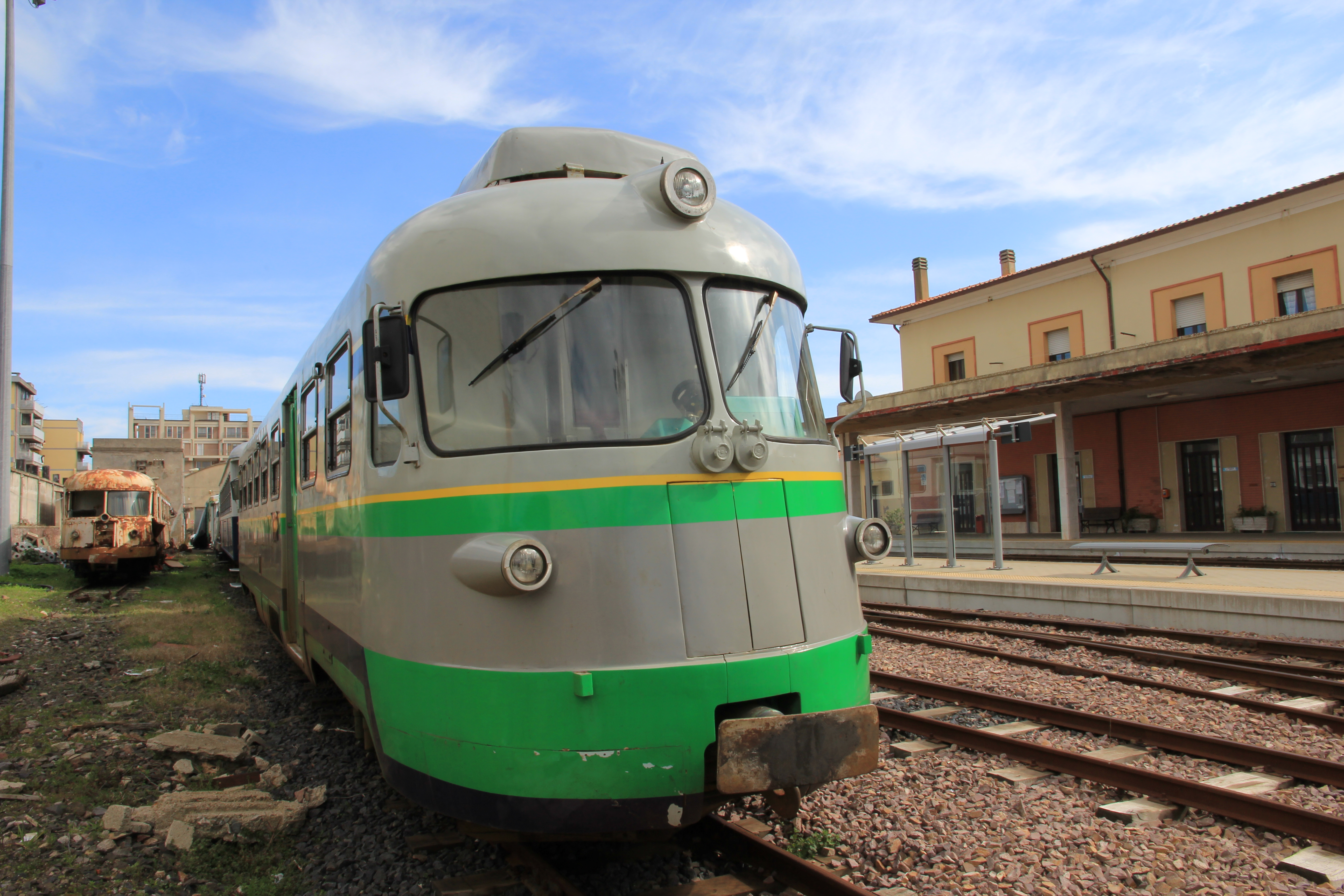
同じくマコメール駅に停車中のADe302号機、2015年

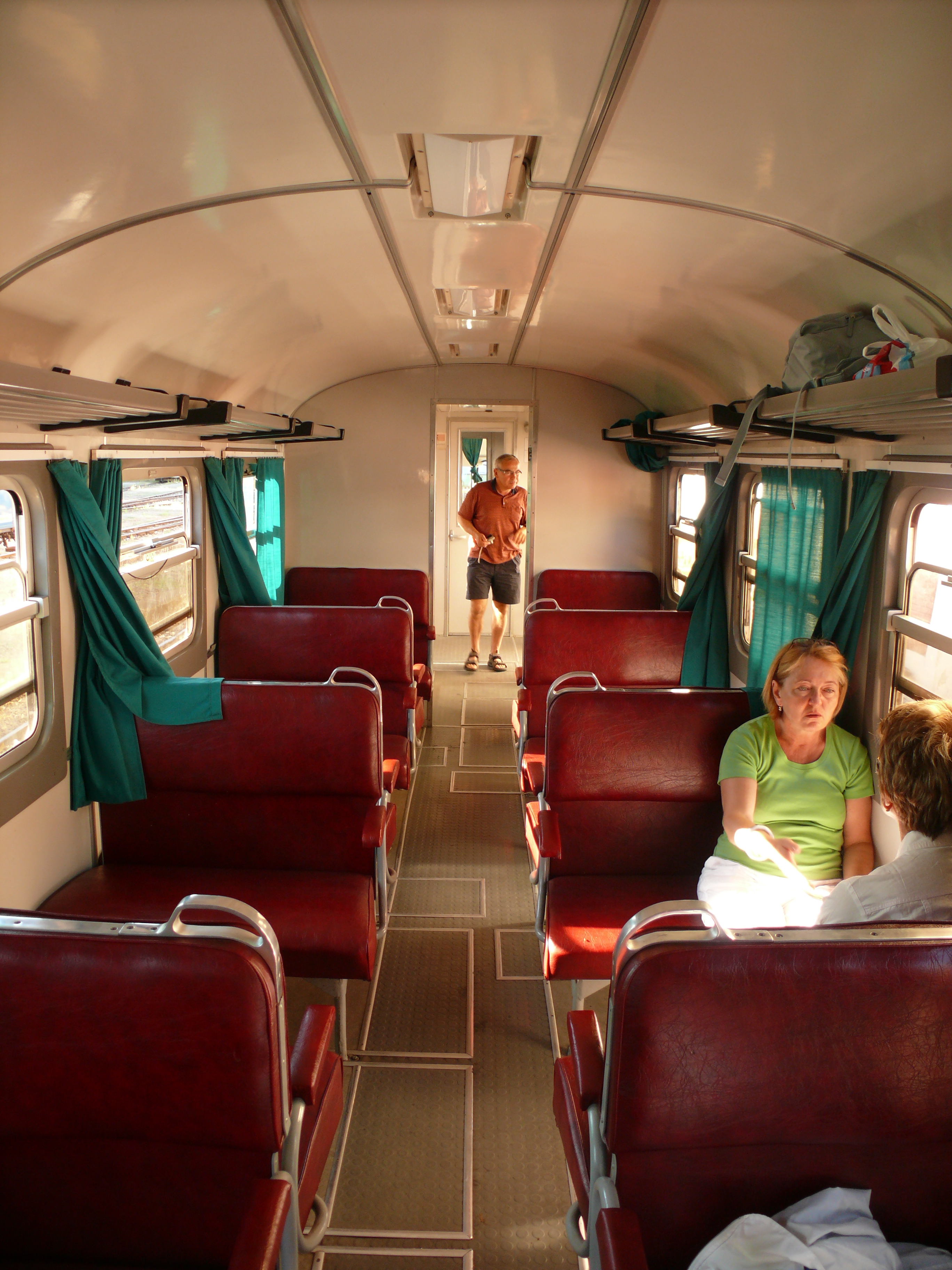
同型のサルデーニャ鉄道ADe1形の車内

南サルデーニャ鉄道ADe300形気動車（みなみサルデーニャてつどうADe300がたきどうしゃ）はイタリアのサルデーニャ島南部の私鉄であった南サルデーニャ鉄道（Ferrovie Meridionali Sarde（FMS））で使用され、同線廃止後、現在ではサルデーニャ鉄道（ARST Gestione FdS）が保有している電気式気動車である。また、本項ではADe300形と編成を組む制御気動車であるRpe350形についても記述する。

## 概要
イタリア西部地中海に位置する、イタリアで2番目に大きな島であるサルデーニャ島では、主要な幹線を運営する1435mm軌間のイタリア国鉄路線のほか、いくつかの私鉄路線が敷設されており、多くの路線はイタリアでの狭軌の標準である950mm軌間のものであった。その私鉄の一つである南サルデーニャ鉄道はサルデーニャ島南西部と、同島南西端部で陸繋砂州でつながるサンタンティーオコ島に79.3kmと33.1kmの2本の950mm軌間の路線を運行しており、沿線の旅客および農水産物等の輸送のほか、カルボーニアやイグレージアス付近に点在する炭鉱から産出する石炭の輸送も主要な用途であった。
同鉄道では1926年の開業以降、蒸気機関車が客車と貨車を牽引する列車で運行されていたが、1936年には当時イタリア各地で導入されていたリットリナと呼ばれる軽量気動車の一機種であるALn200形4機を導入して客貨分離と閑散区間の旅客列車の効率化を図っていた。その後石炭の増産とそれに伴う旅客輸送量の増大に伴い一部区間を複線化した上で、1939年-1940年、1953年にはイタリア国鉄からR370蒸気機関車計22機を譲受して貨物輸送に充てていたが、1950年代以降、沿線の炭鉱が順次閉鎖され、輸送量が大幅に減少していた。そこで、同鉄道では1960年には気動車6機とその制御車4両を導入して、残っていた蒸気機関車牽引の旅客列車の代替を図るなど輸送の効率化を図ることとなり、導入された機体が本項で記述するADe300形の301-306号機およびその制御気動車であるRPe350形の351-354号車である。前者は同じサルデーニャ島の私鉄であるサルデーニャ鉄道 (FCS)が1958年-1960年にADe1形として20機を導入したものと同型の機体、後者も同じくRPe100形制御気動車と同型のものとなっている。
RDe300形およびRPe350形はリットリナの流れを引くイタリア製の軽量気動車の一機種で、RDe300形は全長16m級で2機関搭載の電気式1等/2等合造気動車、Rpe350形はRDe300形と同型でこれと編成を組む1等/2等/荷物合造制御気動車であり、主機等をフィアット、電気機器をBBCのイタリア子会社であるTIBBが、車体その他をStangaが担当して製造されている。

## 仕様

### 車体・走行機器
- 車体は一連のイタリア製軽量気動車のデザインの流れを汲んだ流線形で、構体は軽量構造の鋼製のものとなっている。車体内は長さ1650mmの乗務員室、2900mmの1等客室、2900mmの乗降デッキとトイレ、7250mmの2等客室、1650mmの乗務員室の配列である。
- 正面は流線形で曲面ガラスを使用した2枚窓で、正面窓下部左右と上部中央に標識灯と前照灯が設置されるほか、正面窓下部中央に電気連結栓2箇所と、その下部に観音開式扉を持つ電気連結器のジャンパ線収納部が設置されている。なお、この正面窓下の電気連結栓が2箇所であることが、これが1箇所であるサルデーニャ鉄道（FCS）のRDe1形との外観上の差異となっている。また、床下カバーを兼ねたスカートが設置され、連結器は台枠取付のねじ式連結器で、緩衝器が左右に、フックとリンクがその下部に設置されている。
- 側面は窓扉配置d2D15d（乗務員室扉-1等室窓-乗降扉-トイレ窓-2等客室窓-乗務員室扉））で、客室窓は幅1000mm、高さ750mmの上部に小さな庇のついた下落とし窓、乗降扉は幅1366mmの4枚折戸、乗務員室扉は外開扉となっており、側面窓は後年に2段式窓に更新されている。車体側面下部には冷却気導入用のルーバーが設置されており、屋根上には両端部にラジエターが、その中間部には機関排気口が設置されている。また、車体側面下部にも床下カバーが設置されており、台車横部など一部については時期や機体によってカバーの切欠き形状が異なるものとなっている。
- 客室は座席は2+2列の4人掛けの合革貼りのベンチ式、1等室、2等室とも幅900mm、シートピッチ1450mmの固定式クロスシートとなっており、1等室に3ボックス、2等室に2ボックスずつが設置されているほか、運転室に補助席がそれぞれ2名分と1名分設置されている。
- 車体塗装はベージュをベースに床下カバー部を茶色としたもので、側面下部中央に「FMS」の切抜文字が設置されていた。その後、サルデーニャ鉄道(FdS)の所属となり、同社がサルディーニャ地域交通の一部となった後は、淡緑色をベースに窓下部に黄緑色と黄色の組み合わせの帯を入れ、床下カバー部を黄緑色とした新塗装に変更されている。
- 本機は主機としてFiat製で6気筒、定格出力110kW/1800rpm、排気量10676ccの203.0/37ディーゼルエンジンを2基床下に搭載し、そこに接続される主発電機によって発生した電力によって各台車の主電動機を駆動するもので、運転台や制御気動車からの電気指令などによる遠隔制御としている。なお、南サルデーニャ鉄道は比較的勾配が緩いため、ベースとなったRDe1形と比較して歯車比が6.27から5.15に変更されて最高速度が80km/hから95km/hに向上しており、また、後に主機を同じFiat製で定格出力117kWの203H61に換装している。また、ブレーキ装置として自動空気ブレーキと手ブレーキを装備する。
- 台車は軸距2000mm、車輪径750mmの鋼板・鋼材組立式台車で、枕ばね、軸ばねともにコイルばねで軸箱支持方式は軸梁式、基礎ブレーキ装置は片押し式の踏面ブレーキとなっている。

### 主要諸元
- 軌間：950mm
- 動力方式：ディーゼルエンジンによる電気式
- 最大寸法：全長16950mm、全幅2400mm、屋根高3290mm
- 軸配置：BoBo
- 全軸距：12500mm
- 固定軸距：2000mm
- 台車中心間距離：10500mm
- 車輪径：750mm
- 自重：約24.2t
- 定員：1等15名、2等40名、立席60名、補助席3名
- 主機：
  - 製造時:Fiat製6気筒203.0/37×2基（定格出力：110kW/1800rpm、排気量10676cc）
  - 換装後：Fiat製203H61×2基（定格出力：117kW）
- 主電動機：直流電動機×4台
- 減速比：5.15
- 最高速度：95km/h
- ブレーキ装置：空気ブレーキ、手ブレーキ

## Rpe350形

### 概要
- RPe350形はRDe300形とほぼ同型の車体となっているが、片運転台式の1等/2等/荷物合造制御気動車となっている。室内はRDe300形では1等室であったところの1/2を荷物室として側面に巻上シャッター式の荷物扉を設置、2等室側の運転室であったところを車端部まで客室として座席定員4名分と折畳式座席2席分が増設されている。
- 外観上では、RDe300形と比較して、屋根上のラジエターは車体裾部及び床下のルーバー類がなくなっているほか、運転室のない連結麺側正面には前照灯が設置されず、標識灯のみが設置されている。

### 主要諸元
- 軌間：950mm
- 最大寸法：全長16950mm、全幅2400mm、屋根高3290mm
- 軸配置：2'2'
- 全軸距：12500mm
- 固定軸距：2000mm
- 台車中心間距離：10500mm
- 車輪径：750mm
- 自重：約18t
- 定員：1等7名、2等44名、補助席4名
- 最高速度：95km/h
- ブレーキ装置：空気ブレーキ、手ブレーキ

## 運行・廃車

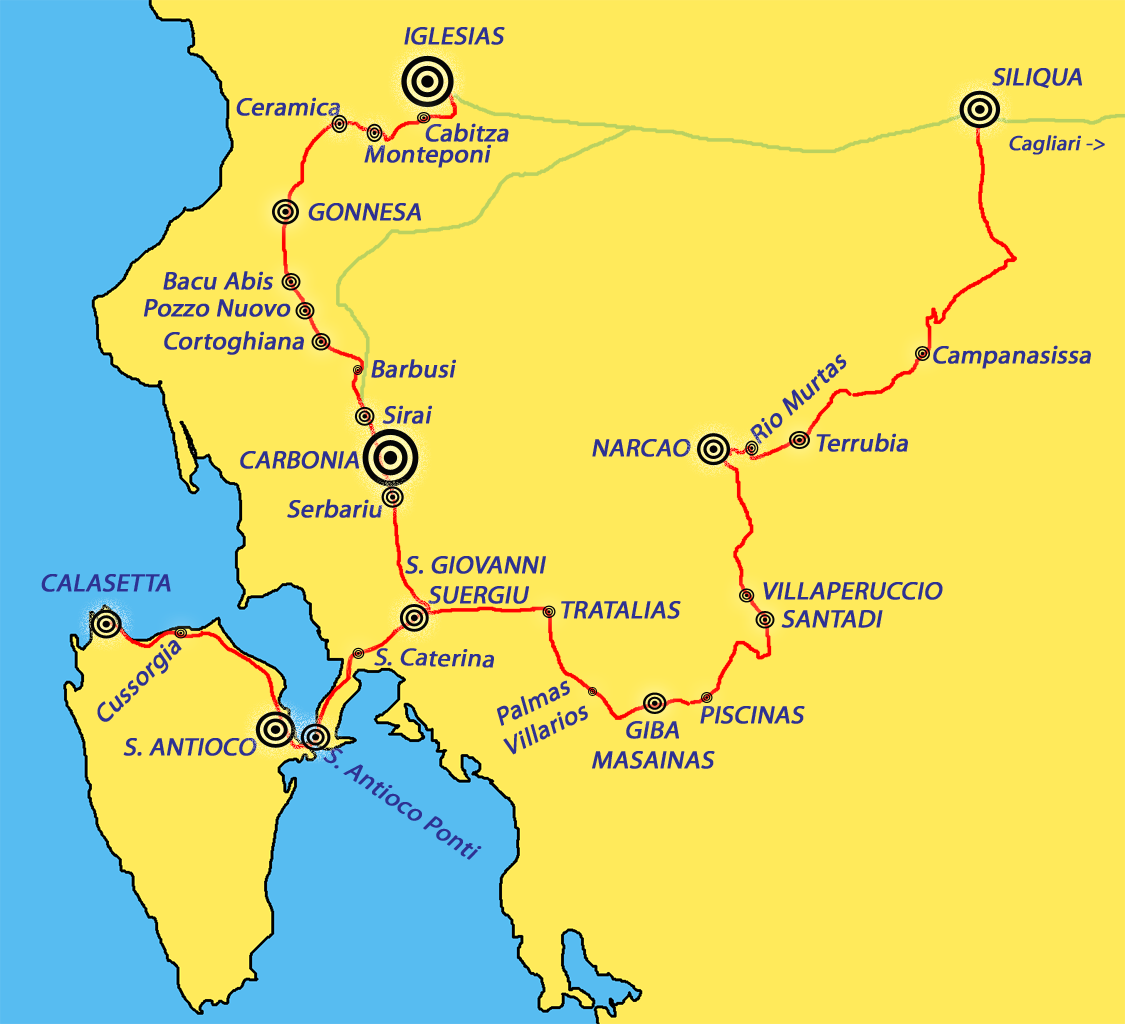
南サルディーニャ鉄道の路線図

- 南サルデーニャ鉄道は、イタリア国鉄に接続するシリークアからサン・ジョヴァンニ・スエルジュを経由し、陸系砂州を通ってサンタンティーオコ島へ渡り、カラゼッタへ至る79.2kmの路線と、その路線の途中サン・ジョヴァンニ・スエルジュからカルボーニャを経由してイタリア国鉄に接続するイグレージアスまで至る33.1kmの路線で構成されており、標高2-287m、最急勾配25パーミルとなっていた
- 本形式は導入後、南サルデーニャ鉄道の全線でALn200形とともに旅客列車に使用されており、単行もしくは重連やRPe350形と編成を組んで最大4-5両編成で運行されていた。
- その後、南サルデーニャ鉄道は輸送量の減少、1956年のヴィッラマッサルジャ - カルボーニア間のイタリア国鉄1435mm路線の開業、バウ・プレッシウ湖の建設による一部区間の水没や施設の老朽化などに伴い、1968年にシクーリア - ナルカーオ間が、1969年にはモンテポニ - イグレージアス間が廃止となり、その後1974年には全線が廃止となっている。
- 本形式は路線廃止後はサルデーニャ鉄道(FCS)に譲渡されて、同形式、同番号のまま運行されており、その後同鉄道がサルデーニャ鉄道(FdS)となり、現在ではサルデーニャ地域交通の鉄道路線として運行されるようになったことに伴い、本形式も所属が変更となっているとともに、経年による廃車が進み、現在では2機が残存している。